# Station Bremen-Oberneuland
Station Bremen-Oberneuland (Bahnhof Bremen-Oberneuland, ook wel HB-Oberneuland) is een spoorwegstation in de Duitse plaats Bremen, in de deelstaat Bremen. Het station ligt aan de spoorlijn Wanne-Eickel - Hamburg. Op het station stoppen alleen treinen van metronom. In de toekomst zal het station onderdeel uitmaken van de Regio-S-Bahn Bremen/Niedersachsen, wanneer de lijn RS 5 in dienst komt. Het station telt twee perronsporen.

## Treinverbindingen
De volgende treinserie doet station Bremen-Oberneuland aan:
| Serie | Treinsoort              | Route | Bijzonderheden |
| ----- | ----------------------- | --- | -------------- |
| RB 41 | Regionalbahn (metronom) | Hamburg Hbf – Hamburg-Harburg – Buchholz (Nordheide) – Tostedt – Rotenburg (Wümme) – Bremen-Oberneuland – Bremen Hbf |                |